# Torre de les Àguiles
La torre de les Àguiles és una construcció defensiva situada al terme municipal d'Alacant (País Valencià) que es troba cap al nord, en direcció cap a la platja de Sant Joan fent cantonada entre els carrers Virgili i Horaci. Pertany al conjunt de torres de defensa de l'Horta d'Alacant.
Disposa d'una planta quadrada que a la seua base té unes dimensions aproximades de cinc per cinc metres. S'eleva en tres plantes comunicades entre si per una escala de caragol i està coberta per una terrassa plana. El seu desenvolupament vertical presenta les façanes lleugerament inclinades en plànols continus on apareixen buits de reduïdes dimensions.
La construcció exterior és de carreu de gran grandària amb les seues cantonades i obertures acabades amb carreus regulars.